# Air Bakoman
Air Bakoman is een bestuurslaag in het regentschap Tanggamus van de provincie Lampung, Indonesië. Air Bakoman telt 4177 inwoners (volkstelling 2010).